# 躊躇
| ウィキペディアには「躊躇」という見出しの百科事典記事はありません（タイトルに「躊躇」を含むページの一覧/「躊躇」で始まるページの一覧）。 代わりにウィクショナリーのページ「躊躇」が役に立つかもしれません。 |